# تصميمات عاملية جزئية
في علم الإحصاء، التصميمات العاملية الجزئية هي عبارة عن تصميمات تجريبية تتألف من مجموعة فرعية (كسر) من النماذج التجريبية التي تم اختيارها بعناية شديدة للتصميم العاملي الكامل. يتم اختيار المجموعة الفرعية للاستفادة من مبدأ تناثر التأثيرات للكشف عن المعلومات المتعلقة بأهم خصائص المشكلة الخاضعة للدراسة مع استخدام جزء من جهد التصميم العاملي الكامل فيما يتعلق بالنماذج والمصادر التجريبية.

## الرموز
يتم التعبير عن التصميمات الجزئية باستخدام الرمز lk − p, حيث l هو عدد المستويات لكل عامل يتم بحثه، وk يمثل عدد العوامل التي تم بحثها وp يمثل وصفًا لحجم الجزء الخاص بالتصميم العاملي الكامل المستخدم. من جهة الشكل، p هو عدد الأشكال المولدة والمهمات التي تكون بشأنها المؤثرات أو التفاعلات مدمجة، أي، لا يمكن تقديرها بشكل مستقل بعضها عن بعض (انظر أدناه). التصميم الذي يضم p من هذه الأشكال المولدة هو 1/(lp) كسر من هذا التصميم العاملي الكامل.
على سبيل المثال، التصميم 25 − 2 هو 4/1 تصميم عاملي من مستويين وخمسة عوامل. بدلاً من النماذج التي يبلغ عددها 32 نموذجًا والتي ستكون مطلوبة للتجربة العاملية 25 الكاملة، هذه التجربة لا تتطلب سوى 8 نماذج.
وبشكل عملي، نادرًا ما يصادف المرء l> مستويين في التصميمات العاملية الجزئية وذلك لأن منهجية سطح الاستجابة هي طريقة أكثر فاعلية من الناحية التجريبية لتحديد العلاقة بين الاستجابة التجريبية والعوامل في مستويات عديدة. فوق ما سبق، تتسم منهجية إنشاء مثل هذه التصميمات لما يزيد عن مستويين بمزيد من البطء.
مستويات العامل يرمز لها عادةً بالرمز 1+ للمستوى الأعلى، و−1 للمستوى الأدنى. بالنسبة للعامل ثلاثي المستويات، يرمز للقيمة المتوسطة بالرمز  0.

## التوليد
عمليًا، يستند القائمون على التجربة على الكتب الإحصائية المرجعية في توفير التصميمات العاملية الجزئية «القياسية» والتي تتألف من الجزء الرئيسي. والجزء الرئيسي هو مجموعة من توافيق المعالجة التي لأجلها تقوم الأشكال المولّدة بتقييم حتى + تحت جبر توافيق المعالجة. مع ذلك، وفي بعض الحالات، قد يأخذ القائمون على التجربة على عواتقهم مهمة إنشاء التصميم الجزئي الخاص بهم.
يتم إنشاء التجربة العاملية الجزئية من تجربة عاملية كاملة من خلال اختيار هيكل بديل. يحدد الهيكل البديل المؤثرات التي سيتم دمج بعضها ببعض. على سبيل المثال، يمكن إنشاء 25 − 2 خماسية العوامل باستخدام تجربة عاملية كاملة ثلاثية العوامل تتضمن ثلاثة عوامل (فلنقل A وB وC) ثم اختيار دمج العاملين المتبقيين D وE مع التفاعلات الناشئة من خلال D = A*B وE = A*C. يطلق على هذين التعبيرين اسم الأشكال المولدة للتصميم. على سبيل المثال، أثناء تنفيذ التجربة وعندما يقوم القائم على التجربة بتقييم تأثيرات العامل D، ما يكون قيد التقييم في الواقع هو توليفة تضم التأثير الرئيسي للعامل D والتفاعل ثنائي العوامل الذي يتضمن العاملين A وB.
خاصية مهمة من خصائص التصميم العواملي تتمثل في علاقة التقسيم التي تمنح مجموعة أعمدة التفاعل المتساوية في مصفوفة التصميم لعمود علامات الزائد، المشار إليه من خلال I. بالنسبة للمثال السالف الذكر، بما أن D = AB وE = AC، فإن ABD وACE هما معًا عمودا علامات الزائد وتبعًا لذلك نفس الأمر مع BDCE. في هذه الحالة، تكون علاقة التقسيم للتصميم العاملي هي I = ABD = ACE = BCDE. تسمح علاقة التقسيم بتحديد النمط البديل للتصميم.
| توافيق المعالجة | I | A | B | C | D = AB | E = AC |
| --------------- | - | - | - | - | ------ | ------ |
| de              | + | − | − | − | +      | +      |
| a               | + | + | − | − | −      | −      |
| be              | + | − | + | − | −      | +      |
| abd             | + | + | + | − | +      | −      |
| cd              | + | − | − | + | +      | −      |
| ace             | + | + | − | + | −      | +      |
| bc              | + | − | + | + | −      | −      |
| abcde           | + | + | + | + | +      | +      |

## التحليل
خاصية هامة من خصائص التصميم الجزئي تتمثل في تحليليته أو قدرته على فصل المؤثرات الرئيسية والتفاعلات منخفضة الرتبة بعضها عن بعض. وبشكل منهجي، فإن تحليل التصميم هو أدنى حد لطول الكلمة في استبعاد علاقة التقسيم (1). وأهم التصاميم الجزئية هي تلك التي تنتمي للتحليل 3 و 4 و5: التحاليل أدنى من المستوى 3 غير ذات جدوى والتحاليل أعلى من المستوى 5 مهدرة في كونها تقيّم التفاعلات ذات الرتبة العالية للغاية والتي نادرًا ما تحدث في الواقع. التصميم 25&nbsp;&minus;&nbsp;2 أعلاه هو تحليل من المستوى 3 حيث إن علاقته المحددة هي I = ABD = ACE = BCDE.
| التحليل | القدرة | مثال                               |
| ------- | --- | ---------------------------------- |
| مستوى 2 | غير ذي جدوى: التأثيرات الأساسية مدمجة مع التأثيرات الرئيسية الأخرى | 2 − 1 مع علاقة التقسيم I = AB      |
| مستوى 3 | تقييم التأثيرات الأساسية لكنها قد تكون مدمجة مع التفاعلات ثنائية العوامل | 23 − 1 مع علاقة التقسيم I = ABC    |
| مستوى 4 | تقييم التأثيرات الأساسية غير مدمجة مع تفاعلات ثنائية العوامل تقييم تأثيرات التفاعلات ثنائية العوامل، لكن هذه قد تكون مدمجة مع تفاعلات أخرى ثنائية العوامل | 24 − 1 مع علاقة التقسيم I = ABCD   |
| مستوى 5 | تقييم التأثيرات الأساسية غير مدمجة مع تفاعلات ثلاثية العوامل (أو أقل) تقييم تأثيرات تفاعلات ثنائية العوامل غير مدمجة مع التفاعلات ثنائية العوامل تقييم تأثيرات التفاعلات ثلاثية العوامل، لكن هذه قد تكون مدمجة مع تفاعلات أخرى ثلاثية العوامل                | 25 − 1 مع علاقة التقسيم I = ABCDE  |
| مستوى 6 | تقييم التأثيرات الأساسية غير المدمجة مع تفاعلات رباعية العوامل (أو أقل) تقييم تأثيرات التفاعلات ثنائية العوامل غير المدمجة مع التفاعلات ثلاثية العوامل (أو أقل) تقييم تأثيرات التفاعلات ثلاثية العوامل، لكن هذه قد تكون مدمجة مع تفاعلات أخرى ثلاثية العوامل | 26 − 1 مع علاقة التقسيم I = ABCDEF |

لا يُستخدم التحليل المذكور إلا للتصاميم المنتظمة. التصميمات المنتظمة تتميز بحجم تشغيل يساوي قوة اثنين ووحده الاسترداف الكامل يكون متوفرًا. التصميمات غير المنتظمة هي التصميمات التي يكون حجم التشغيل فيها ضعف الرقم 4؛ تدخل هذه التصميمات استردافًا جزئيًا ويتم استخدام التحليل العام كمعيار للتصميم بدلاً من التحليل الموصوف سابقًا.

## وصلات خارجية
- Full Factorial and Fractional Factorial Experiments: Frequently Asked Questions (The Methodology Center, Penn State University) نسخة محفوظة 6 مايو 2014 على موقع واي باك مشين.
- Fractional Factorial Designs (National Institute of Standards and Technology)